# Microsoft Edge
Microsoft Edge (codenaam "Spartan") is een webbrowser ontwikkeld door Microsoft en inbegrepen in Windows 10, Windows 10 Mobile en Xbox One. Microsoft Edge is de opvolger van Internet Explorer en vervangt deze als de standaard webbrowser op alle apparaten. Volgens Microsoft is het een lichtgewicht webbrowser met een layout-engine die gebouwd is overeenkomstig met de webstandaarden. De browser bevat nieuwe features, waaronder integratie met Cortana, notitiehulpmiddelen en een leesmodus.
Edge ondersteunt ActiveX of Browser Helper Object van Internet Explorer niet. Browserextensie-ondersteuning werd in maart 2016 ontwikkeld en toegevoegd in previewbuilds. Op 2 augustus 2016 werd het uitgebracht met de Windows 10 Jubileumupdate. Extensies voor Microsoft Edge worden gedistribueerd via de Microsoft Store.
In januari 2020 werd een geheel nieuwe Microsoft Edge uitgegeven, deze nieuwe versie draait op Chromium, de oude Edge browser draait op EdgeHTML. Microsoft Edge Chromium is beschikbaar via de website van Microsoft en via Windows Update.

## Geschiedenis

### Versieoverzicht
| Legenda     | Legenda                   | Legenda                | Legenda               | Legenda                 | Legenda         |
| ----------- | ------------------------- | ---------------------- | --------------------- | ----------------------- | --------------- |
| End of Life | Uitgebreide ondersteuning | Algemene ondersteuning | Verouderde testversie | Ondersteunde testversie | In ontwikkeling |

| Versies van Microsoft Edge (EdgeHTML) | Versies van Microsoft Edge (EdgeHTML) | Versies van Microsoft Edge (EdgeHTML) | Versies van Microsoft Edge (EdgeHTML) |
| Versie EdgeHTML                       | Datum | Hoofdpunten |                                       |
| ------------------------------------- | --- | --- | ------------------------------------- |
| 20.10240 12.10240                     | Desktop: 29 juli 2015 | Eerste versie voor Windows 10 en eerste preview versie voor Windows 10 Mobile en Windows Server 2016 - Volledig nieuwe browser met nieuwe render engine - Microsoft Edge is de nieuwe standaard webbrowser - Notities maken optie - Delen optie - Ondersteuning voor donkere modus - Leesweergave - Leeslijst - Cortana-support - Verbeterde weergave voor pdf's - Wachtwoorden en formulieren kunnen worden opgeslagen - Verbeterde ondersteuning van de ECMAScript 6.0-standaarden - Verbeterde ondersteuning van de HTML5- en CSS3-standaarden - ASM.js-ondersteuning - Privé browsen (In Private) - Pin naar start - Nieuwe New tab-pagina - Geluidsindicator - Ondersteuning volledig scherm - Nieuwe instellingen-interface - Importeren favorieten - Adresbalk onderaan voor mobile |                                       |
| 25.10586 13.10586                     | Desktop: 12 november 2015 Xbox: 12 november 2015 Mobile: 20 november 2015 Team: 27 maart 2016                                                   | Eerste versie voor Windows 10 Mobile en Xbox One - Media delen naar andere schermen - Tabbladen verspringen niet langer tot dat de cursor van het tabbladen gebied verwijderd is - Optie tot het synchroniseren van favorieten en leeslijst items met hetzelfde Microsoftaccount - Voorbeelden van tabbladen weergeven optie - Ontwikkelhulpprogramma's kunnen onder worden vastgemaakt - Verbeterde Javascript-opties - Verbeterde ondersteuning van de ECMAScript 6.0- en 7.0-standaarden - Verbeterde ondersteuning van de HTML5- en CSS3-standaarden - Ondersteuning voor HTML-sjablonen - Ondersteuning voor pointer lock, canvas blending modes en nieuwe invoertypen - ASM.js standaard aan - Nieuwe instellingen voor privacy - Tab-voorvertoningen - Vernieuwde instellingen hub - Integratie van Cortana voor pdf's |                                       |
| 38.14393 14.14393                     | Desktop: 2 augustus 2016 Xbox: 29 juli 2016 Mobile: 16 augustus 2016 Team: 13 oktober 2016 Holographic: 2 augustus 2016 Server: 12 oktober 2016 | Eerste versie voor Windows 10 Holographic - Extensie-support - Optie om automatisch navigatiegegevens te wissen bij het sluiten van de browser - Standaard downloadlocatie kan worden aangepast - Optie om alleen pictogram weer te geven in werkbalk met favorieten - Verbeterde ondersteuning voor HTML5, CSS3 en ECMAScript 6 en 7 - Verbeterd favorietenbeheer - Verbeterd downloadbeheer - Contextmenu voor de navigatieknoppen - Tabbladen kunnen gepind worden - "Plak en ga"- en "Plak en zoek"-ondersteuning - Verbeterde VP9- en Opus-ondersteuning - Importeer favorieten van Firefox en verbeterde import vanuit Internet Explorer en Chrome - Vernieuwde favorieten hub met boomstructuur - Waarschuwing voor het sluiten van Edge als er downloads bezig zijn - Nieuwe functies voor de F12-hulpmiddelen - Nieuwe EdgeHTML-versie met ondersteuning voor Web Notifcations en meer - F12-opties zijn niet beschikbaar totdat F12-tools zijn gebruikt - Ondersteuning voor Beacon - Verbeterde toegankelijkheidsopties - Veegbewegingen om vooruit en terug te gaan - Volledige ondersteuning voor Beacon, Web Notifications en Fetch - "Wat is nieuw"-link in menu - Verschillende nieuwe experimentele opties voor media - Verbeterde downloadnotificaties - Experimentele ondersteuning voor Standard Fullscreen-API |                                       |
| 40.15063 15.15063                     | Desktop: 5 april 2017 Xbox: 29 maart 2017 Mobile: 25 april 2017 Team: 11 april 2017                                                             | - Optie om tabbladen opzij te zetten - EPUB-ondersteuning voor e-boeken - Voorbeelden van tabbladen weergeven optie voor alle tabbladen tegelijkertijd - Favorieten kunnen naar een HTML-bestand worden geëxporteerd - Favorieten kunnen vanuit een HTML-bestand worden geïmporteerd - Websites kunnen in apps worden geopend - Ondersteuning voor WebVR - Ondersteuning voor Content Security Policy 2 - Adobe Flash Player-content wordt standaard geblokkeerd - Ondersteuning voor Web Payments - Ondersteuning voor WebRTC 1.0 - Experimentele ondersteuning voor Service Workers - Edge kan vanuit Internet Explorer geopend worden - Websites kunnen gebruikt worden als reminders in Cortana - Verbeterde ondersteuning voor HTML5, CSS3 en JS |                                       |
| 40.15254 15.15254                     | Mobile: 24 oktober 2017 | - Optie om tabbladen opzij te zetten - EPUB-ondersteuning voor e-boeken - Voorbeelden van tabbladen weergeven optie voor alle tabbladen tegelijkertijd - Favorieten kunnen naar een HTML-bestand worden geëxporteerd - Favorieten kunnen vanuit een HTML-bestand worden geïmporteerd - Websites kunnen in apps worden geopend - Ondersteuning voor WebVR - Ondersteuning voor Content Security Policy 2 - Adobe Flash Player-content wordt standaard geblokkeerd - Ondersteuning voor Web Payments - Ondersteuning voor WebRTC 1.0 - Experimentele ondersteuning voor Service Workers - Edge kan vanuit Internet Explorer geopend worden - Websites kunnen gebruikt worden als reminders in Cortana - Verbeterde ondersteuning voor HTML5, CSS3 en JS |                                       |
| 41.16299 16.16299                     | Desktop: 17 oktober 2017 Xbox: 16 oktober 2017 Server: 17 oktober 2017                                                                          | - Optie om pagina's vast te maken aan de taakbalk - Volledig scherm modes via F11-toets - Nieuw aan favorieten of leeslijst toevoegen menu - Optie om URL van favoriete te bewerken - Optie om aantekeningen te maken in EPUB-boeken - Pdf's kunnen worden gedraaid - Windows Defender Application Guard voor Windows 10 Enterprise |                                       |
| 42.17134 17.17134                     | Desktop: 30 april 2018 Xbox: 24 april 2018 Holographic: 22 mei 2018 Server: 7 mei 2018                                                          | - Extensiesupport voor In Private-navigatie - Fluent Design System in tabbladen - Nieuw favorietenmenu - Optie voor het automatisch onthouden van creditcardgegevens - Optie om audio van tabbladen te dempen via luidsprekericoontje - Optie "Netjes afdrukken" voor het afdrukken van een webpagina zonder advertenties - Verbeterde boekenweergave - Donker thema voor Pdf's en boeken - Grammatica-instrumenten voor boeken en leesweergave - Adresvelden kunnen automatisch worden ingevuld - Wachtwoorden kunnen automatisch worden ingevuld in InPrivate-navigatie - Optie om wachtwoorden voor bepaalde domeinen nooit op te slaan - Ontwikkelhulpprogramma's kunnen verticaal rechts worden vastgemaakt - Ondersteuning voor Service Workers - Verbeterde volledige scherm mode (F11) - Volledigeschermmodus voor het lezen van boeken - Verbeterde ondersteuning voor gebaren van precisie touchpads - Websites kunnen voor offline worden opgeslagen - Ondersteuning voor meer formaten met behulp van media-uitbreidingen - Ondersteuning voor verschillende lettertypen in menu’s - Windows Defender Application Guard voor Windows 10 Pro |                                       |
| 44.17763 18.17763                     | Desktop: 2 oktober 2018 Xbox: 11 oktober 2018 Holographic: 13 november 2018 Server: 2 oktober 2018                                              | - Opties voor het blokkeren van automatisch afspelen van media - Nieuw instellingen menu onderverdeeld in 4 categorieën - Optie om "Notities toevoegen" en "Deze pagina delen" uit de werkbalk te verwijderen - Optie om "Leeslijst", "Boeken", "Geschiedenis" en "Downloads" aan werkbalk toe te voegen - Tabbladen die apart zijn gezet kunnen anders worden ingedeeld - Pdf-pictogram toont niet langer het Edge-logo - Optie voor los- of vastmaken van de pdf-werkbalk - Optie om de werkbalk aan te passen - Opslag is een aparte tab in de ontwikkelhulpprogramma's - Ondersteuning voor same-site-cookies - Nieuw toestemming vak voor het opslaan van automatisch ingevulde gegevens - Het XSS Filter is uitgeschakeld - HTTP/2 wordt gebruikt als standaard-cipher - Cubic wordt gebruikt als standaard "TCP congestion provider" - Definities van woorden kunnen direct worden opgezocht voor in de Leesweergave, boeken en pdf's - Leermiddelenprogramma is uitgebreid - Populaire websites worden weergegeven in een jumplist in de taakbalk - Preview web-authenticatie - Nieuwe Microsoft Edge Group-policy's - Speciaal bèta-pictogram voor Windows Insiders - Verbeteringen aan Windows Defender Application Guard                                                                                                 |                                       |
| 44.18362 18.18362                     | Desktop: 21 mei 2019 Xbox: 16 april 2019 Holographic: 11 juni 2019 Server: 21 mei 2019                                                          | - Bugfixes en beveiligingsupdates |                                       |
| 44.18362 18.18363                     | Desktop: 12 november 2019 Xbox: 8 oktober 2019                                                                                                  | - Bugfixes en beveiligingsupdates |                                       |

| Versies van Microsoft Edge (Chromium) | Versies van Microsoft Edge (Chromium)             | Versies van Microsoft Edge (Chromium) | Versies van Microsoft Edge (Chromium) |
| Versie                                | Datum                                             | Hoofdpunten |                                       |
| ------------------------------------- | ------------------------------------------------- | --- | ------------------------------------- |
| 74.1.96                               | Desktop: 5 maart 2019                             | - Uitgelekte versie |                                       |
| 75.0.139                              | Desktop: 24 april 2019                            | - Nieuwe versie gebaseerd op de Chromium-lay-out-engine - Ondersteuning voor 32 bits-versies van Windows 10 - Meer natuurlijk klinkende stemmen zijn beschikbaar via Read Aloud via de Javascript Speech Synthesis API Bugfixes - De geanimeerde spinner die weergegeven wordt op de About pagina bij het controleren op updates wordt niet langer onjuist geschaald - Na het importeren van favorieten uit Internet Explorer, krijgt de map met de favorietenbalk de juiste naam "Favorietenbalk" in plaats van "Links" - Er verschijnt een bevestigingsprompt bij het verwijderen van meerdere geschiedenisitems - De optie "Weergeven in map" werkt wanneer een download wordt gescand op virussen - Een crash verholpen bij het indrukken van Ctrl+Shift+M in de In Private mode - Een slecht weergegeven animatie opgelost bij het openen van "Alle cookies en sitegegevens weergeven" onder sitemachtigingen - Een bug opgelost waarbij Microsoft-accountreferenties pas na de eerste lancering van Windows 10 werden overgenomen - Een crash verholpen bij het bekijken van een beveiligingscertificaat in F12-ontwikkelaarstools - Een crash verholpen die voorkomt dat de browser na de eerste keer uitvoeren volledig afsluit |                                       |
| 76.0.182                              | Desktop: 6 juni 2019                              | - Ondersteuning voor macOS 10.12 Sierra en hoger - Spellingcontrole is standaard ingeschakeld voor iedereen - Downloads, extensies, favorieten, geschiedenis en instellingen hebben allemaal vernieuwde kleuren en lay-outs - Read Aloud selecteert standaard een van de nieuwe Cloud aangedreven stemmen - De snelle koppelingen op de nieuwe tab pagina zijn bijgewerkt. Elke site die handmatig toevoegt of bewerkt wordt, blijft in de lijst staan, terwijl andere sites blijven bijwerken op basis van de browsegeschiedenis - Ondersteuning voor Dolby AC3/E-AC3-audiodecodering toegevoegd voor bepaalde bronnen - Favorieten kunnen op naam gesorteerd worden door met de rechtermuisknop op de pagina achtergrond te klikken en "Sorteren op naam" te kiezen - Favorieten in de favorietenbalk kunnen opnieuw worden geordend met ALT+SHIFT+LINKS/ALT+SHIFT+RECHTS - Optie om de geschiedenis te filteren op tijdsbereik en vervolgens te zoeken in de gefilterde resultaten - Optie om alle geschiedenis items te selecteren met CTRL+A - "Een profiel toevoegen" flyout gebruikt donkere kleuren in het donkere thema - Het standaardprofielpictogram heeft een grijze in plaats van een witte achtergrond in het donkere thema - Verbeteringen in de tool tip voor tabbladen: nieuwe knop voor het sluiten van tabbladen, sneltoetsen die zijn toegevoegd aan gereedschapstips en speciale knop voor gereedschapstips wanneer een tabblad een foutstatus opgeeft - De titel van een InPrivate-venster bevat "[InPrivate]" - De optie "Downloadlink kopiëren" toegevoegd aan het menu voor een gedownload item - De optie "Opslaan als" toegevoegd aan de werkbalk in de PDF-viewer - De optie "Toevoegen aan woordenboek" in het contextmenu heeft nu een pictogram voor een verkeerd gespeld woord - Voor een snelle koppeling op een nieuw tabblad, wordt er een pictogram van de eerste letter van de site getoond als er geen sitepictogram beschikbaar is - In het submenu Apps wordt nu de optie "Installeer deze site als app" weergegeven in plaats van een lang menu-itemnaam weer te geven die de titel van de huidige site bevat - De ingebouwde vertaler is standaard ingeschakeld voor iedereen - Het donkere thema wordt automatisch ingeschakeld wanneer het donkere thema in Windows 10 is ingeschakeld - Zoeken naar trefwoorden voor de adresbalk is ingeschakeld - Betere ondersteuning van het donkere thema in het browser taakbeheer - Het aantal andere openstaande tabbladen wordt weergegeven in de venstertitel Bugfixes - De escape toets annuleert het aanmaken van een profiel - Wanneer de vensterbreedte klein is, overlappen de items "Profielen" en "Uiterlijk" in de Instellingen navigatiebalk elkaar niet meer - Geïnstalleerde sites tonen de menuknop "Aanpassen en bedienen" in de titelbalk - Problemen opgelost met scrollen via het toetsenbord in hoge DPI-mode - Het eerste item in een contextmenu toont geen hovereffect meer wanneer het menu wordt geopend - Een bug opgelost die kan leiden tot het niet krijgen van updates na een nieuwe Windows 10 versie - Een aantal problemen opgelost met toetsenbord navigatie via de werkbalk en favorieten - Een probleem opgelost waarbij Netflix soms tijdelijk stopte met het afspelen van video na zoeken - Een probleem opgelost waarbij Read Aloud zou stoppen met lezen als het bepaalde tekens tegenkwam - Een probleem opgelost waardoor de lijst met pagina’s in de instellingen "Bij het opstarten" onvolledig wordt weergegeven - Bij het maken of bewerken van een profiel worden de profielpictogramkeuzes correct weergegeven in twee overzichtelijke rijen - Een extra verticaal scheidingsteken verwijderd die verkeerd weergegeven werd tussen een actief tabblad en andere tabbladen - Een crash opgelost in het Feedback verzenden venster - Sitemachtigingen voor USB-apparaten worden correct weergegeven in de Instellingen - Wanneer een webpagina de microfoon gebruikt, wordt een microfoonpictogram weergegeven in plaats van een camerapictogram - Geen donkere tekst op een zwarte achtergrond meer in de profielflyout in het donkere thema - In het donkere thema zijn uitgeschakelde werkbalkknoppen beter te zien - Wanneer het toetsenbord wordt gebruikt om door tabbladen te gaan, kan ook de Enter toets gebruikt worden om van tabblad te wisselen. Eerst ging dat alleen via de spatiebalk - Het dialoogvenster Feedback verzenden controleert geen URL's en e-mailadressen meer op spelling - Edge crasht niet langer nadat deze is geopend via een externe desktopsessie - Een crash opgelost bij het terug navigeren naar zoekresultaten in de geschiedenis - Een probleem opgelost met de opmaak bij het downloaden van een gevaarlijk bestand - Een bug op het Prestaties tabblad van ontwikkelaarsopties opgelost, waarbij de selectievakjes in de logboekviewer overlapten met de inhoud van het aangrenzende deelvenster - Nieuwe instellingen van de tabbladpagina worden niet meer weergegeven in zoeken naar instellingen - Een bug opgelost waarbij boomweergaven werden weergegeven met zwart op donkergrijze pictogrammen in het donkere thema - Het pictogram voor de nieuwe tabbladpagina is niet langer zwart op donkergrijs in het donkere thema - Een probleem verholpen dat hoog CPU-gebruik veroorzaakte terwijl de browser niet actief was - Een probleem verholpen waarbij extensies de afspeelsnelheid van video's niet konden wijzigen - Op de downloadpagina veranderen individuele downloads niet langer van hoogte tijdens het scrollen - De optie "Onbekend" verwijderd uit het taalmenu in de vertaler - Versleutelde video's werden weergegeven als een zwart scherm - Een probleem verholpen waarbij klikken op menu-items soms niets doet - Het inschakelen van synchronisatie zorgt niet langer voor een crash van Edge - Een probleem verholpen waarbij de instellingen pagina vastloopt als gevolg van een beschadigd gebruikersprofiel - Een crash verholpen bij het openen van instellingen tijdens het browsen als gast - Het hele venster bleef soms leeg of zwart bij het afspelen van een video - Bepaalde webpagina's bleven hangen zodra ze werden geladen - De schakelaar om favorieten te synchroniseren bleef uitgeschakeld, ook al is de hoofdsynchronisatie ingeschakeld - Een probleem verholpen waarbij soms een dialoogvenster "Microsoft Edge werkt niet meer" wordt weergegeven, ook al werkte Edge nog steeds - Soms werd de verkeerde accountafbeelding weergegeven wanneer een gebruiker zich aanmeldt met meerdere accounts - Pop-ups voor videobeheer worden niet langer afgesneden als ze zich aan de rand van de pagina bevinden - Vermeldingen op de geschiedenispagina worden niet langer afgesneden bij smalle vensterbreedtes - Soms was de + knop voor het openen van een nieuw tabblad onzichtbaar - Een probleem verholpen waarbij op het kruisje klikken bij items in de geschiedenis de site opende in plaats van verwijderde - Een probleem verholpen waarbij de knop om alle cookies te verwijderen niet werkte - Edge crashte soms als een gebruiker probeerde uit te loggen of van account probeerde te wisselen - Een probleem verholpen waarbij favorieten niet synchroniseerden - Bij het verzenden van feedback van een gecrashte webpagina, crashte soms de hele browser - Soms bleef Edge hangen als deze werd gesloten |                                       |
| 77.0.235                              | Desktop: 1 augustus 2019                          | - Ondersteuning voor Windows 7 en 8.1 - Eerste versie beschikbaar voor Bèta-kanaal insiders |                                       |
| 78.0.276                              | Desktop: 13 september 2019                        | |                                       |
| 79.0.309                              | Desktop: 30 oktober 2019 Desktop: 15 januari 2020 | Eerste stabiele versie voor Windows 10, macOS, Windows 8.1 en Windows 7 |                                       |
| 80.0.361                              | Desktop: 7 februari 2020                          | |                                       |
| 81.0.416                              | Desktop: 13 april 2020                            | |                                       |
| 82.0.453                              | Desktop: 7 februari 2020                          | |                                       |
| 83.0.478                              | Desktop: 21 mei 2020                              | |                                       |
| 84.0.522                              | Desktop: 16 juli 2020                             | |                                       |
| 85.0.564                              | Desktop: 27 augustus 2020                         | |                                       |
| 86                                    | Desktop: 8 oktober 2020                           | |                                       |
| 87                                    | Desktop: 19 november 2020                         | |                                       |
| 88                                    | Desktop: 21 januari 2021                          | |                                       |
| 89                                    | Desktop: 4 maart 2021                             | |                                       |

### Opmerkingen
1. ↑  30 oktober werd de eerste stabiele versie uitgegeven, die 15 januari officieel werd onthuld en vanaf dat moment als download beschikbaar kwam
2. ↑  Vanwege de Coronapandemie verscheen deze versie enkel als ontwikkelaarsversie, en werd later gestaakt.

### Pre-release

#### Internet Explorer Developer Channel
Edge biedt, in tegenstelling tot Internet Explorer 11, ondersteuning voor het encryptieprotocol HTTP Strict Transport Security (HSTS). De ondersteuning voor CSS3, HTML5 en Javascript werd verder uitgebreid, samen met nog diverse andere wijzigingen en nieuwe APIs, zoals de GamePad-API en Selection-API.
Op 16 juni 2014 gaf Microsoft de eerste van een reeks Developer Channel-versies vrij voor Internet Explorer. Deze versie van Internet Explorer bevatte ondersteuning voor de GamePad-API, verbeterde ondersteuning voor WebGL en ondersteuning voor WebDriver. Op 12 november 2014 werd in de derde Windows Technical Preview een nieuwe versie van Internet Explorer meegeleverd. Deze bevatte onder meer verschillende verbeteringen voor de ondersteuning van ECMAScript 6, een snellere Javascript-engine en HTTP/2-ondersteuning. In deze update maakte Trident plaats voor de nieuwe Edge-render-engine, Edge’s gelijknamige engine. Microsoft kondigde later ook aan dat Edge ook het begin is voor de ondersteuning van HTML5.1.

#### Project Spartan
Op 31 maart 2015 gaf Microsoft de eerste preview van Edge vrij als Project Spartan versie 0.10.10049 in combinatie met de 6de Technical Preview (Technical Preview 2 build 10049). Op 10 april volgde versie 0.11.10051 in de Windows 10 Mobile Technical Preview, gevolgd door versie 0.11.10052 in de derde Windows 10 Mobile Technical Preview. Beide updates waren enkel beschikbaar voor smartphones. Op 23 april kwam Microsoft met een nieuwe versie, versie 0.11.10061, voor desktops en tablets. De nieuwe versie introduceerde verbeterde ondersteuning voor HTML5 en ECMAScript 6, ook werden enkele instellingen toegevoegd, is er een downloadbeheer en kan Edge omgaan met het opslaan van pdf-documenten. Op 29 april 2015 gaf Microsoft versie 0.11.10074 vrij als deel van de eerste Insider Preview en de 8ste Windows 10 preview. De 9de Windows 10 preview werd vrijgegeven op 20 mei 2015 en bevatte versie 13.10122.0 van Project Spartan en bracht verschillende nieuwe features met zich mee. Zo werd het mogelijk om een In Private-sessie te starten, kan de geschiedenis bekeken worden, werden er verschillende verbeteringen doorgevoerd aan de render-engine, werd Edge voorzien van een nieuwe "Nieuw tabblad"-pagina, is de interface verbeterd, kan het wachtwoorden en formulieren opslaan en is het mogelijk websites aan het start menu vast te pinnen.
Versie 15.10130.0 bracht ondersteuning voor het tonen van websites op het volledige scherm. Ook werden er grote wijzigingen doorgevoerd aan de hubs. Hubs kunnen voortaan worden vastgepind aan de zijkant van het scherm. De instellingen hub werd onderverdeeld in verschillende delen om ordelijker over te komen. Microsoft bevestigde dat versie 15.10136.0, een update voor Windows 10 Mobile, de laatste versie met de "Project Spartan"-naam was.

### Microsoft Edge 20
Versie 19.10149.0 (met platformversie 12) van Microsoft Edge werd vrijgegeven op 25 juni 2015 voor smartphones en was de eerste keer dat de browser de merknaam "Edge" gebruikte. Voor desktops en tablets volgde versie 20.10158.0 op 29 juni 2015. Deze versie bracht de merknaam ook naar Windows en bevatte verschillende nieuwe functies en wijzigingen aan de interface waaronder een optionele thuis-knop, een optionele donkere interface en de mogelijkheid tot het importeren van favorieten vanuit andere browsers. Edge werd vervolgens meermaals bijgewerkt met bugfixes in versie 20.10159, 20.10162.0 en 20.10166. In die laatste werd ook de localhost-loopback terug gebracht. Versie 20.10240.16384 bevatte verder nog enkele prestatieverbeteringen.

### Microsoft Edge 25
Op 12 augustus 2015 gaf Microsoft Edge versie 20.10512 (met platformversie 13) vrij voor Windows 10 Mobile, maar deze bevatte geen wijzigingen, op bugfixes na. Op 18 augustus gaf Microsoft de eerste update voor Edge sinds de Windows 10 RTM vrij in de vorm van versie 20.10525, welke de fundering legt voor Object RTC-ondersteuning. Een dag later, op 19 augustus, gaf Microsoft Edge versie 20.10514 vrij als onderdeel van Windows Server 2016 Technical Preview 3. Op 27 augustus volgde versie 20.10532 met verbeterde ondersteuning voor ECMAScript 6 en 7 en ondersteuning voor pointer lock, nieuwe input types, asm.js, canvas blending modes en andere verbeteringen. Op 15 september gaf Microsoft versie 20.10536 vrij met Windows 10 Mobile. Deze bevatte dezelfde wijzigingen als 20.10532, maar dan gericht op smartphones.
Op 18 september 2015 gaf Microsoft Edge versie 21.10547 vrij. Deze bevatte onder meer verbeterde ondersteuning voor HTML5 en CSS3 in de bijgewerkte EdgeHTML 13.10547-engine, waar de laatste build nog EdgeHTML 12.10532 had. Verder bevatte deze nieuwe versie een verbeterd tabbeheer waarbij tabbladen pas van formaat veranderen nadat de gebruiker de tabbladenbalk heeft verlaten en zijn er verbeteringen doorgevoerd aan de navigatieknoppen. Ook zijn er enkele nieuwe instellingen, voor onder ander proxy's, geïntroduceerd.
Op 12 oktober 2015 gaf Microsoft versie 23.10565 van Edge uit. Deze versie bevatte tabbladpreviews als de muis over tabbladen hangt. Microsoft herintroduceerde synchronisatie voor favorieten in deze update, en ook de leeslijst wordt voortaan gesynchroniseerd. In eerdere versies gebeurde dit enkel met wachtwoorden. Ook werd de instellingen hub voorzien van een nieuwe indeling. EdgeHTML werd voorzien van verbeterde ondersteuning van CSS3. Op 14 oktober 2015 gaf Microsoft versie 21.10549 uit voor Windows 10 Mobile. Deze bevatte nagenoeg dezelfde wijzigingen als update 21.10547 voor desktops en tablets. Op 20 oktober 2015 kwam Microsoft met nog een update voor Windows 10 Mobile. Deze bevatte versie 25.10572 van Edge en zette de categorieën in de hub direct in het menu voor snellere toegang. Ook kan Edge voortaan favorieten en de leeslijst synchroniseren met andere installaties.
Op 29 oktober 2015 gaf Microsoft zowel versie 25.10576 als versie 25.10581 vrij, respectievelijk voor desktop en mobiel. De desktopversie van Edge werd voorzien van enkele kleine updates aan de instellingen hub, terwijl de mobiele versie de nadruk legde op stabiliteit. Op 5 november 2015 gaf Microsoft versie 25.10586 vrij, deze bevatte onder andere verbeteringen aan tab previews en is de tweede release van Microsoft Edge die ook bedoeld is voor het publiek. De update werd later op 12 november 2015 ook uitgerold naar de Xbox One als deel van de New Xbox One Experience. Microsoft Edge 13 vervangt op dat OS Internet Explorer 10. Op dezelfde dag werd de update ook uitgestuurd naar gebruikers in de Current Branch. Op 18 november 2015 rolde Microsoft vervolgens de update ook uit naar Windows 10 Mobile voor Windows Insiders in de Fast Ring. Ten slotte werd ook Windows Server 2016 voorzien van de update in de Windows Server 2016 Technical Preview 4 op 19 november 2015.

### Microsoft Edge 38
Microsoft kondigde aan op Build 2015 dat het werkte aan ondersteuning voor extensies in Edge. De functionaliteit zou deel uitmaken van Edge 13 in de Windows 10 November update maar werd uitgesteld. De functionaliteit zou beschikbaar komen voor Windows Insiders aan het eind van 2015 of het begin van 2016 als deel van de Insider Previews voor Redstone. De eerste versie van Edge 14 werd vrijgegeven op 16 december 2015 als build 25.11082. De update bracht experimentele ondersteuning voor VP9. Op 13 januari 2016 gaf Microsoft build 27.11099 vrij van Microsoft Edge die het grondwerk legt voor EdgeHTML 14. Ook bevat deze nieuwe versie een vlag om uitgepakte extensies te laden in Edge. Verder werd ondersteuning voor CSS3 verbeterd. Op 21 januari 2016 gaf Microsoft versie 28.11102 vrij, deze versie voegde een contextmenu toe aan navigatieknoppen en bracht enkele wijzigingen naar het menu voor ondersteuning voor extensies. Versie 28.14251 en 28.14257, vrijgegeven op 27 januari 2016 en 3 februari 2016 respectievelijk, focussen opnieuw op voorbereidingen voor ondersteuning van extensies en het invoegen van EdgeHTML 14.
Op 18 februari 2016 bracht Microsoft Edge 31.14267 uit met een verbeterd favorieten- en downloadbeheer. Verder bevatte de update verschillende nieuwe vlaggen als onderdeel van EdgeHTML 14, deze update bevatte verbeterde ondersteuning voor HTML5, CSS3 en ECMAScript 6 en 7. Onder andere fundamenteel werk voor Web Notifications en WebRTC 1.0 werd toegevoegd met deze update. Op 19 februari bracht Microsoft dezelfde update ook uit voor Windows 10 Mobile. Op 24 februari gaf Microsoft versie 31.14271 uit van Edge, deze bevatte geen zichtbare wijzigingen.
Op 17 maart 2016 gaf Microsoft versie 34.14291 van Edge vrij voor zowel desktop- als Mobile-gebruikers. De update bevatte de lang verwachte extensie-ondersteuning. Verder kan Edge voortaan ook tabbladen vastpinnen waardoor deze minder ruimte innemen op de tabbladenbalk. Ook voegde Microsoft ondersteuning toe voor functies zoals "Plak en ga" en "Plak en zoek". Voor Mobile maakt de update het ook makkelijker om tabbladen te sluiten door de sluitknop voor ieder tabblad groter te maken. Ten slotte bevat de update nog enkele kleine wijzigingen aan de interface.
Op 6 april 2016 gaf Microsoft versie 37.14316 uit van Edge waarbij de ondersteuning voor extensies verder werd verbeterd. Zo kunnen de ontwikkelaarshulpmiddelen voortaan gebruikt worden om extensies te debuggen. De favorieten hub werd voorzien van een boomstructuur. Favorieten kunnen voortaan geïmporteerd worden vanuit Mozilla Firefox en importeren vanuit Internet Explorer en Google Chrome is verbeterd. Gebruikers kunnen voortaan ook de standaard downloadlocatie kiezen en als Edge bezig is met downloads zal deze een waarschuwing geven bij het afsluiten van de browser. Ten slotte werd EdgeHTML voorzien van een reeks nieuwe functies zoals Web Notification API, Color input-element, ondersteuning voor Opus en meer. Op 14 april werd dezelfde update vrijgegeven voor Windows 10 Mobile als versie 37.14322 gevolgd door versie 37.14327 op 20 april voor Mobile welke geen wijzigingen bevatte.
Op 22 april 2016 bracht Microsoft versie 37.14328 uit voor zowel desktop als Mobile. Deze versie toont de ontwikkelaarshulpmiddelen niet meer in het contextmenu totdat de F12-ontwikkelaarshulpmiddelen zijn geactiveerd voor de eerste keer. Versie 37.14332 werd vrijgegeven op 26 april en herstelde alleen enkele problemen. Op 27 april gaf Microsoft de eerste versie van Edge 14 voor Windows Server 2016 uit. Op 10 mei bracht Microsoft versie 38.14342 uit met ondersteuning voor veegbewegingen om terug en vooruit te gaan. Ook worden de Web Notifications, Beacon en Fetch APIs nu volledig ondersteund. Versie 38.14352 brengt de eerste versie van Edge 14 voor de Xbox One Summer Update uit en werd ook vrijgegeven voor de PC-editie van Windows, Mobile kreeg vervolgens versie 38.14256. Versie 38.14361 werd vrijgegeven voor desktop en Mobile met verbeterde download notificaties op 8 juni 2016. Latere versies zoals 38.14366, 38.14367, 38.14371, 38.14372, 38.14376, 38.14379, 38.14383, 38.14385 en 38.14388 bevatte stabiliteitsverbeteringen en herstellen nog enkele problemen. Op 15 juli 2016 bracht Microsoft versie 38.14390 uit. Op 18 juli bracht Microsoft versie 38.14393 uit. Dezelfde versie rolde uit als stabiele versie op 29 juli 2016 voor Xbox One-gebruikers en op 2 augustus 2016 voor desktop en Mobile.

### Microsoft Edge 40
Microsoft startte met het vrijgeven van previews voor Edge 15 op 11 augustus 2016 met versie 39.14901. Nieuw in build 14926 is de mogelijkheid om websites als reminders te gebruiken in Cortana. Ook zijn er nieuwe opties om favorieten te exporteren en importeren. Verder bevatte de verschillende nieuwe versies die zijn vrijgegeven sinds augustus 2011 verschillende verbeteringen aan de ondersteuning voor standaarden.

### Microsoft Edge 41
Microsoft Edge 41 versie die gebundeld werd met de Windows 10 Herfst Makers Update.

### Microsoft Edge 42
Microsoft Edge 42 versie die gebundeld werd met de Windows 10 April 2018 Update.

### Microsoft Edge 44
Microsoft Edge 44 versie die gebundeld werd met de Windows 10 October 2018 Update en latere versies.

### Microsoft Edge 75+
Microsoft Edge gebaseerd op Chromium is op 15 januari 2020 vrijgegeven. De eerste screenshots verschenen maart 2019 en toonden de interface, die toen nog veel op standaard Chromium leek. De eerste installeerbare canary build lekte uit via een Chinees forum en had 75 als versienummer. Enkele weken later werd een officieel Insider programma gestart door Microsoft. Een van de voordelen van de andere render engine is dat Edge ook voor andere platformen kan worden gemaakt. In mei 2019 plaatste Microsoft een bètaversie voor macOS online, in augustus 2019 volgden Windows 7 en Windows 8.1.

## Marktaandeel
Microsoft Edge is niet grootschalig door het publiek  omarmd. Dit ondanks functionaliteiten zoals het ondersteunen van Windows Ink en de ingebouwde boeken en pdf-lezers. Na de uitrol van Windows 10 steeg het marktaandeel in enkele maanden tot 4%, maar is daarna op ongeveer 6% blijven steken.

## Kenmerken

### EdgeHTML
EdgeHTML is Edge’s gelijknamige layout-engine. Het is een fork van Trident. EdgeHTML verschilt van Trident in het opzicht dat er verschillende stukken code die instonden voor legacy-ondersteuning verwijderd zijn. Zo is EdgeHTML niet meer in staat om gebruik te maken van ActiveX-elementen, is de compatibiliteitsmodus uit de engine verdwenen, net als ondersteuning voor onder andere attachEvent, X-UA-Compatible, currentStyle en nog diverse andere mogelijkheden. Ook is er ondersteuning voor meer dan 40 nieuwe standaarden, en zijn er meer dan 3000 problemen opgelost in Edge. EdgeHTML maakt wel nog gebruik van de Javascript engine Chakra die geïntroduceerd werd in Internet Explorer 9.

### Prestaties
Dankzij de nieuwe Edge-engine, die verschillende verouderde onderdelen verwijderde uit de software, en verschillende andere optimalisaties en verbeteringen aan de Edge-engine heeft Edge betere prestaties dan Internet Explorer 11, Google Chrome en Mozilla Firefox op onder andere Googles Octana 2.0-test en JetStream 1.0.

### Microsoft Cortana
Microsoft Cortana is geïntegreerd in Edge 12 en is actief in door Cortana ondersteunde talen. Cortana kan gebruikt worden om gegevens op te vragen zoals adres- en contactgegevens van websites die worden bezocht. Zo kan het bijvoorbeeld ook de menukaart van een restaurant opvragen. Cortana zal ook uitgebreide informatie verlenen in de zoekbalk. Het zoeken naar het weer op een bepaalde plaats zal het weerbericht tonen in de adresbalk. In Edge 13 werd de functionaliteit uitgebreid zodat men ook gebruik kan maken van Cortana binnen pdf's.

### Leesmodus
De Internet Explorer 11-app op Windows 8.1 en Windows Phone 8.1 ondersteunde een modus genaamd "Leesmodus", waarbij de browser alle grafische onderdelen van een website zou verwijderen en enkel de belangrijke content zou tonen in een omgeving die geoptimaliseerd is voor het lezen van tekst. Edge 12 brengt deze functie naar de desktop.

### Web notities
Edge 12 bevat ook een modus om notities te maken op een website en deze dan te delen. Dit wordt gedaan door de webpagina te "bevriezen" in de staat waarop hij is op het moment dat de notities worden aangebracht. Hierdoor zijn de links op de pagina nog steeds interactief. De pagina kan vervolgens gedeeld worden. Ook is er integratie met Microsoft OneNote beschikbaar.

### Beveiliging
In tegenstelling tot Internet Explorer 11 maakt Microsoft Edge gebruik van alle beveiligingsmiddelen die andere Windows-apps hebben zoals sandboxes, waardoor de app afgezonderd draait van andere componenten. Ook wordt er gebruikgemaakt van ASLR (Address Space Layout Randomization) om processen een willekeurige structuur te geven. Dit in samenwerking met 64 bitsversies van Windows voegt nog een extra laag van beveiliging toe. Verder biedt Microsoft Edge geen ondersteuning meer voor ActiveX-elementen, wat ook vaak tot beveiligingsproblemen leidde voor Internet Explorer.

### Extensies
Op Build 2015 kondigde Microsoft officieel aan dat er gewerkt werd aan extensie-ondersteuning voor Edge. De twee daaropvolgende versies van Edge (versie 12 en 13) bevatten echter nog geen ondersteuning voor extensies. Microsoft startte met het testen van extensies in versie 14.14291.

### Windows-app
In tegenstelling tot Internet Explorer is Edge uitsluitend een Windows Store UWP-app. Dit maakt dat het kan worden gebruikt op alle apparaten die gebruikmaken van Windows 10, inclusief desktops, tablets, smartphones, Microsoft HoloLens, Xbox One en andere.

### Useragent-string
De Useragent-string van Microsoft Edge is zeer verschillend dan die van Internet Explorer 11. Er zijn verschillende tokens toegevoegd aan de string, waaronder AppleWebKit/537.36 om zich voor te doen als Apple Safari, (KHTML, like Gecko) om zich voor te doen als een browser die KHTML gebruikt gebaseerd op Gecko, Chrome/42.0.2311.135 om zich voor te doen als Chromium en ten slotte Safari/537.36 om zich voor te doen als Safari. Het Trident/7.0-token uit Internet Explorer 11 werd vervangen door de naam van de nieuwe engine Edge/12.10240.  Ook het rv:11.0-token, dat de revisie van de browser toonde, werd verwijderd.
Voor Windows 10 Mobile zijn alle bovenstaande wijzigingen doorgevoerd, maar de useragent-string heeft ook nog een Android 4.2.1-token om zich voor te doen als Android. Het Microsoft-token in het onderstaande voorbeeld geeft de naam van de fabrikant aan, hier Microsoft, en het Lumia 950 XL-token duidt op het toestel, in dit voorbeeld is dat de Microsoft Lumia 950 XL. De useragent-string op Windows 10 Mobile laat ook uitschijnen Windows Phone 10.0 te zijn, dit is de oude naam van het besturingssysteem.
| Besturingssysteem                             | Platform | Architectuur | Useragent-string |
| --------------------------------------------- | -------- | ------------ | --- |
| Windows 10 Versie 1507 Threshold 1            | Desktop  | x86          | Mozilla/5.0 (Windows NT 10.0) AppleWebKit/537.36 (KHTML, like Gecko) Chrome/42.0.2311.135 Safari/537.36 Edge/12.10240                                                   |
| Windows 10 Versie 1507 Threshold 1            | Desktop  | x86-64       | Mozilla/5.0 (Windows NT 10.0; Win64; x64) AppleWebKit/537.36 (KHTML, like Gecko) Chrome/42.0.2311.135 Safari/537.36 Edge/12.10240                                       |
| Windows 10 Versie 1511 Threshold 2            | Desktop  | x86          | Mozilla/5.0 (Windows NT 10.0) AppleWebKit/537.36 (KHTML, like Gecko) Chrome/46.0.2486.0 Safari/537.36 Edge/13.10586                                                     |
| Windows 10 Versie 1511 Threshold 2            | Desktop  | x86-64       | Mozilla/5.0 (Windows NT 10.0; Win64; x64) AppleWebKit/537.36 (KHTML, like Gecko) Chrome/46.0.2486.0 Safari/537.36 Edge/13.10586                                         |
| Windows 10 Versie 1511 Threshold 2            | Mobile   | ARM          | Mozilla/5.0 (Windows Phone 10.0; Android 4.2.1; Microsoft; Lumia 950 XL) AppleWebKit/537.36 (KHTML, like Gecko) Chrome/46.0.2486.0 Mobile Safari/537.36 Edge/13.10586   |
| Windows 10 Versie 1511 Threshold 2            | Xbox One | x86-64       | Mozilla/5.0 (Windows NT 10.0; Win64; x64; Xbox; Xbox One) AppleWebKit/537.36 (KHTML, like Gecko) Chrome/46.0.2486.0 Safari/537.36 Edge/13.10586                         |
| Windows 10 Versie 1607 Redstone 1             | Desktop  | x86          | Mozilla/5.0 (Windows NT 10.0) AppleWebKit/537.36 (KHTML, like Gecko) Chrome/51.0.2704.79 Safari/537.36 Edge/14.14393                                                    |
| Windows 10 Versie 1607 Redstone 1             | Desktop  | x86-64       | Mozilla/5.0 (Windows NT 10.0; Win64; x64) AppleWebKit/537.36 (KHTML, like Gecko) Chrome/51.0.2704.79 Safari/537.36 Edge/14.14393                                        |
| Windows 10 Versie 1607 Redstone 1             | Mobile   | ARM          | Mozilla/5.0 (Windows Phone 10.0; Android 6.0.1; Microsoft; Lumia 950 XL) AppleWebKit/537.36 (KHTML, like Gecko) Chrome/51.0.2704.79 Mobile Safari/537.36 Edge/14.14393  |
| Windows 10 Versie 1607 Redstone 1             | Xbox One | x86-64       | Mozilla/5.0 (Windows NT 10.0; Win64; x64; Xbox; Xbox One) AppleWebKit/537.36 (KHTML, like Gecko) Chrome/51.0.2704.79 Safari/537.36 Edge/14.14393                        |
| Windows 10 Versie 1703 Redstone 2             | Desktop  | x86          | Mozilla/5.0 (Windows NT 10.0) AppleWebKit/537.36 (KHTML, like Gecko) Chrome/52.0.2743.116 Safari/537.36 Edge/15.15063                                                   |
| Windows 10 Versie 1703 Redstone 2             | Desktop  | x86-64       | Mozilla/5.0 (Windows NT 10.0; Win64; x64) AppleWebKit/537.36 (KHTML, like Gecko) Chrome/52.0.2743.116 Safari/537.36 Edge/15.15063                                       |
| Windows 10 Versie 1703 Redstone 2             | Mobile   | ARM          | Mozilla/5.0 (Windows Phone 10.0; Android 6.0.1; Microsoft; Lumia 950 XL) AppleWebKit/537.36 (KHTML, like Gecko) Chrome/52.0.2743.116 Mobile Safari/537.36 Edge/15.15063 |
| Windows 10 Versie 1703 Redstone 2             | Xbox One | x86-64       | Mozilla/5.0 (Windows NT 10.0; Win64; x64; Xbox; Xbox One) AppleWebKit/537.36 (KHTML, like Gecko) Chrome/52.0.2743.116 Safari/537.36 Edge/15.15063                       |
| Windows 10 Versie 1709 feature2               | Mobile   | ARM          | Mozilla/5.0 (Windows Phone 10.0; Android 6.0.1; Microsoft; Lumia 950 XL) AppleWebKit/537.36 (KHTML, like Gecko) Chrome/52.0.2743.116 Mobile Safari/537.36 Edge/15.15254 |
| Windows 10 Versie 1709 Redstone 3             | Desktop  | x86          | Mozilla/5.0 (Windows NT 10.0) AppleWebKit/537.36 (KHTML, like Gecko) Chrome/58.0.3029.110 Safari/537.36 Edge/16.16299                                                   |
| Windows 10 Versie 1709 Redstone 3             | Desktop  | x86-64       | Mozilla/5.0 (Windows NT 10.0; Win64; x64) AppleWebKit/537.36 (KHTML, like Gecko) Chrome/58.0.3029.110 Safari/537.36 Edge/16.16299                                       |
| Windows 10 Versie 1709 Redstone 3             | Xbox One | x86-64       | Mozilla/5.0 (Windows NT 10.0; Win64; x64; Xbox; Xbox One) AppleWebKit/537.36 (KHTML, like Gecko) Chrome/58.0.3029.110 Safari/537.36 Edge/16.16299                       |
| Windows 10 Versie 1803 Redstone 4             | Desktop  | x86          | Mozilla/5.0 (Windows NT 10.0) AppleWebKit/537.36 (KHTML, like Gecko) Chrome/64.0.3282.140 Safari/537.36 Edge/17.17134                                                   |
| Windows 10 Versie 1803 Redstone 4             | Desktop  | x86-64       | Mozilla/5.0 (Windows NT 10.0; Win64; x64) AppleWebKit/537.36 (KHTML, like Gecko) Chrome/64.0.3282.140 Safari/537.36 Edge/17.17134                                       |
| Windows 10 Versie 1803 Redstone 4             | Xbox One | x86-64       | Mozilla/5.0 (Windows NT 10.0; Win64; x64; Xbox; Xbox One) AppleWebKit/537.36 (KHTML, like Gecko) Chrome/64.0.3282.140 Safari/537.36 Edge/17.17134                       |
| Windows 10 Versie 1809 Redstone 5             | Desktop  | x86          | Mozilla/5.0 (Windows NT 10.0) AppleWebKit/537.36 (KHTML, like Gecko) Chrome/64.0.3282.140 Safari/537.36 Edge/18.17763                                                   |
| Windows 10 Versie 1809 Redstone 5             | Desktop  | x86-64       | Mozilla/5.0 (Windows NT 10.0; Win64; x64) AppleWebKit/537.36 (KHTML, like Gecko) Chrome/64.0.3282.140 Safari/537.36 Edge/18.17763                                       |
| Windows 10 Versie 1809 Redstone 5             | Xbox One | x86-64       | Mozilla/5.0 (Windows NT 10.0; Win64; x64; Xbox; Xbox One) AppleWebKit/537.36 (KHTML, like Gecko) Chrome/64.0.3282.140 Safari/537.36 Edge/18.17763                       |
| Windows 10 Versie 1903 19H1                   | Desktop  | x86          | Mozilla/5.0 (Windows NT 10.0) AppleWebKit/537.36 (KHTML, like Gecko) Chrome/70.0.3538.102 Safari/537.36 Edge/18.18362                                                   |
| Windows 10 Versie 1903 19H1                   | Desktop  | x86-64       | Mozilla/5.0 (Windows NT 10.0; Win64; x64) AppleWebKit/537.36 (KHTML, like Gecko) Chrome/70.0.3538.102 Safari/537.36 Edge/18.18362                                       |
| Windows 10 Versie 1903 19H1                   | Xbox One | x86-64       | Mozilla/5.0 (Windows NT 10.0; Win64; x64; Xbox; Xbox One) AppleWebKit/537.36 (KHTML, like Gecko) Chrome/70.0.3538.102 Safari/537.36 Edge/18.18362                       |
| Windows 10 Versie 1909 19H2                   | Desktop  | x86          | Mozilla/5.0 (Windows NT 10.0) AppleWebKit/537.36 (KHTML, like Gecko) Chrome/70.0.3538.102 Safari/537.36 Edge/18.18363                                                   |
| Windows 10 Versie 1909 19H2                   | Desktop  | x86-64       | Mozilla/5.0 (Windows NT 10.0; Win64; x64) AppleWebKit/537.36 (KHTML, like Gecko) Chrome/70.0.3538.102 Safari/537.36 Edge/18.18363                                       |
| Windows 10 Versie 1909 19H2                   | Xbox One | x86-64       | Mozilla/5.0 (Windows NT 10.0; Win64; x64; Xbox; Xbox One) AppleWebKit/537.36 (KHTML, like Gecko) Chrome/70.0.3538.102 Safari/537.36 Edge/18.18363                       |
| Windows 10, Windows 8.1 en Windows 7 Chromium | Desktop  | x86          | Mozilla/5.0 (Windows NT 10.0) AppleWebKit/537.36 (KHTML, like Gecko) Chrome/79.0.3945.74 Safari/537.36 Edge/79.0.309.43                                                 |
| Windows 10, Windows 8.1 en Windows 7 Chromium | Desktop  | x86-64       | Mozilla/5.0 (Windows NT 10.0; Win64; x64) AppleWebKit/537.36 (KHTML, like Gecko) Chrome/79.0.3945.74 Safari/537.36 Edge/79.0.309.43                                     |
| macOS Chromium                                | Desktop  | x86-64       | Mozilla/5.0 (Macintosh; Intel Mac OS X 10_12_0) AppleWebKit/537.36 (KHTML, like Gecko) Chrome/79.0.3945.74 Safari/537.36 Edge/79.0.309.43                               |

## Besturingssystemen
Edge was in eerste instantie alleen beschikbaar op Windows 10 en de daarop gebaseerde versies, zoals op de Xbox One, Windows 10 Mobile en Windows Server 2016 en 2019. In oktober 2017 werd aangekondigd dat Edge ook voor iOS en Android beschikbaar zou komen. Deze werden echter niet voorzien van de EdgeHTML-layout-engine. Vanwege het lage marktaandeel werd er in december 2018 besloten Microsoft Edge te gaan herbouwen op Chromium.

### Compatibiliteitsmodus
Hoewel Edge de standaardbrowser is in Windows 10, is ook Internet Explorer aanwezig in Windows 10. Dit geschiedt om de compatibiliteit met oudere websites te bewaren. Wanneer Edge problemen vindt op de getoonde pagina zal de browser vragen om over te schakelen op Internet Explorer of alsnog door te gaan met Edge. Vanaf de Chromium-versies van Edge zal er een ingebouwde IE-Modus ingebouwd zijn. Deze modus rendert de webpagina dan via Trident.